# Labicum
Labicum (en llatí: Labicum o Lavicum en grec antic: Λαβικός) va ser una ciutat del Latium al peu de les estivacions nord-orientals del Mont Albà, a uns 20 km de Roma.
La llegenda, que recull Servi Maure Honorat, explicava que la va fundar Glauc, fill de Minos, i Virgili diu que va ser una de les ciutat que va enviar ajuda al rei Latinus quan els troians van arribar al Latium. Dionís d'Halicarnàs en canvi diu que va ser una colònia d'Alba Longa. Va ser una de les ciutats que formava part de la Lliga llatina ja des d'abans de la batalla del Llac Regillus (496 aC) i apareix repetidament com a membre d'aquesta lliga. És possible que fos ocupada algun temps pels eques (era la primera ciutat llatina a la frontera amb els eques), però històricament només es pot afirmar que sempre apareix com a ciutat llatina.
L'any 458 aC Grac, el general dels eques, va assolar el seu territori i la va ocupar, i també altres ciutats properes, com ara Bola i Pèdum. L'any 418 aC la ciutat, que era aliada romana, es va passar als eques i va establir junt amb ells el camp de Mont Algidus però les forces combinades van caure derrotades pel dictador romà Quint Servili Prisc Estructe Fidenes que va capturar Labicum a l'assalt. El senat romà va enviar a la ciutat una colònia de 1500 ciutadans romans que el 416 aC van ser atacats pels eques però els van rebutjar sense ajut. L'any 383 aC els habitants de Praeneste, que estaven en guerra amb Roma van devastar el territori. No torna a ser objecte de cap atac fins al 211 aC quan Hanníbal el va ocupar.
Després d'això ja no torna a aparèixer a la història però encara va existir com a municipi, si bé en decadència. Ciceró diu que era una ciutat pobre i decadent. Estrabó la descriu com a ciutat en ruïnes, i Plini el Vell parla també d'una ciutat que va existir però esmenta l'ager Labicanus que era fèrtil i hi creixia el raïm.
Es creu que els seus habitants darrers es van establir a l'estació de la via Labicana anomenada Ad Quintanas, perquè el gentilici de la ciutat era Lavicani quintanenses segons apareix en alguna inscripció.
Després d'algunes discussions va ser plenament identificada com l'actual vila de Colonna (fundada al segle xi) on no queda cap resta antiga però a la rodalia de la qual s'ha trobat alguna inscripció.